# Nowoiwanowka (Gluschkowo)
Nowoiwanowka (russisch Новоивановка) ist eine Siedlung (ländlichen Typs) in der Oblast Kursk in Russland. Sie gehört zum Rajon Gluschkowo und zur Landgemeinde (selskoje posselenije) Kulbakinski selsowjet.

## Geographie
Der Ort liegt gut 111 km Luftlinie südwestlich des Oblastverwaltungszentrums Kursk im südwestlichen Teil der Mittelrussischen Platte, 14 km südöstlich des Rajonverwaltungszentrums Gluschkowo, 1,5 km vom Sitz des Dorfsowjet – Kulbaki, 8,5 km von der Grenze zwischen Russland und der Ukraine, am kleinen Fluss Muschiza (Nebenfluss des Snagost im Becken des Seim).

### Klima
Das Klima im Ort ist wie im Rest des Rajons kalt und gemäßigt. Es gibt während des Jahres eine erhebliche Niederschlagsmenge. Dfb lautet die Klassifikation des Klimas nach Köppen und Geiger.

## Bevölkerungsentwicklung
| Jahr | Einwohner |
| ---- | --------- |
| 2002 | 271       |
| 2010 | 209       |

Anmerkung: Volkszählungsdaten

## Verkehr
Nowoiwanowka liegt 14 km von der Straße regionaler Bedeutung 38K-040 (Chomutowka – Rylsk – Gluschkowo – Tjotkino – Grenze zur Ukraine), 6,5 km von der Straße 38K-006 (Korenewo – Troizkoje), 4,5 km von der Straße 38K-007 (38K-006 – Gluschkowo), 0,4 km von der Straße interkommunaler Bedeutung 38N-592 (Bahnhof Gluschkowo in der Nähe des gleichnamigen Dorfes – Kulbaki – Sinjak), an der Straße 38N-593 (38N-592 – Nowoiwanowka) und 5 km vom nächsten Bahnhof Gluschkowo (Eisenbahnstrecke 322 km – Lgow-Kijewskij) entfernt.
Der Ort liegt 143 km vom internationalen Flughafen von Belgorod entfernt.